# ولاد دقاق (ولاد الديب)
ولاد دقاق هو دُوَّار يقع بجماعة مساعدة، إقليم سيدي سليمان، جهة الرباط سلا القنيطرة في المملكة المغربية. ينتمي الدوّار لمشيخة ولاد الديب التي تضم 8 دواوير. يقدر عدد سكانه بـ 388 نسمة حسب الإحصاء الرسمي للسكان والسكنى لسنة 2004.

## روابط خارجية
- البوابة الوطنية للجماعات الترابية
- المندوبية السامية للتخطيط